# 利亞哈維奇區
利亞哈維奇區是白俄羅斯西南部布列斯特州的一個區，行政中心为利亞哈維奇，面積1,353.55平方公里，2014年人口27,392，人口密度每平方公里20.24人。